# Queen Victoria Building

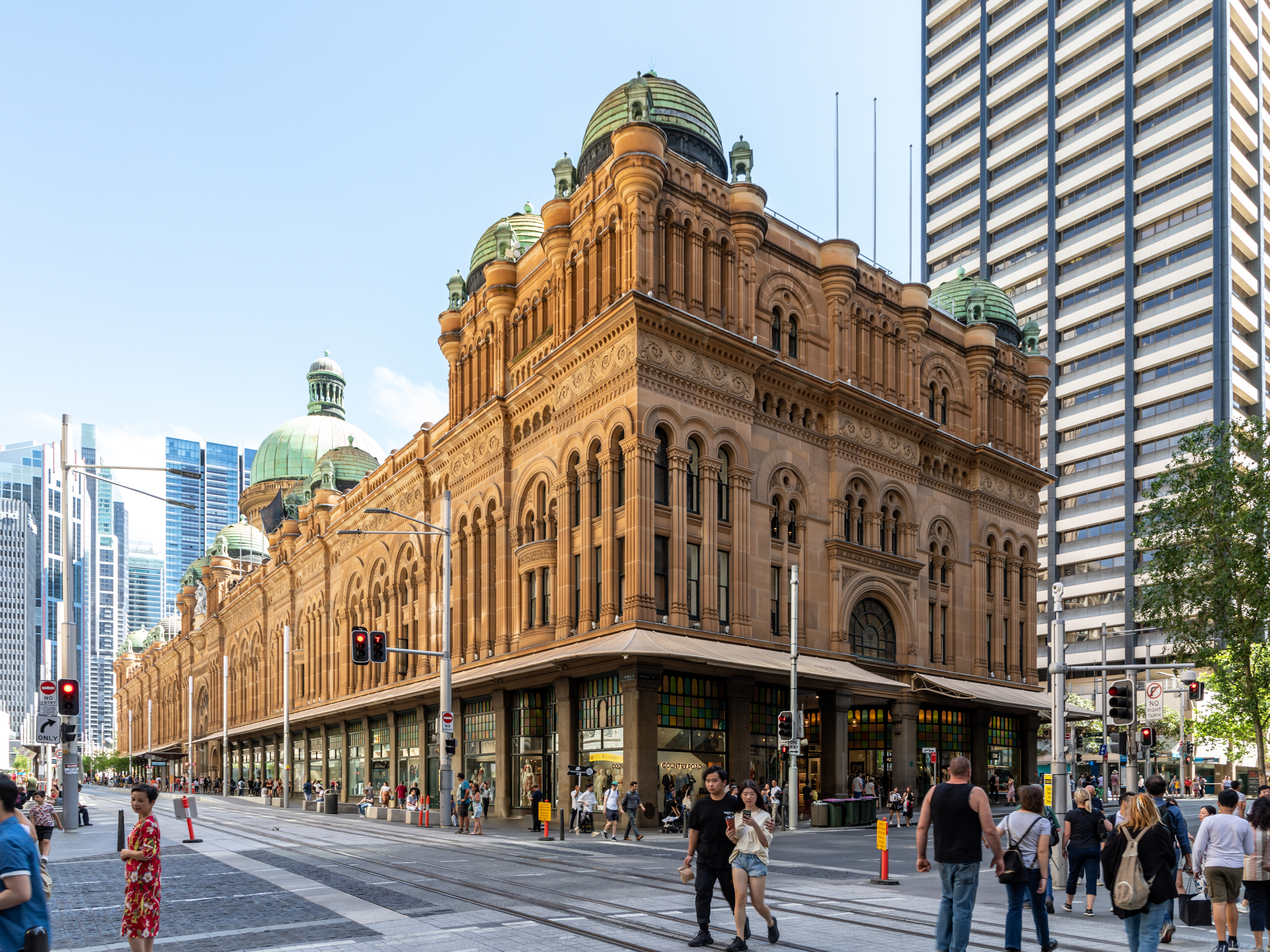
Het Queen Victoria Building

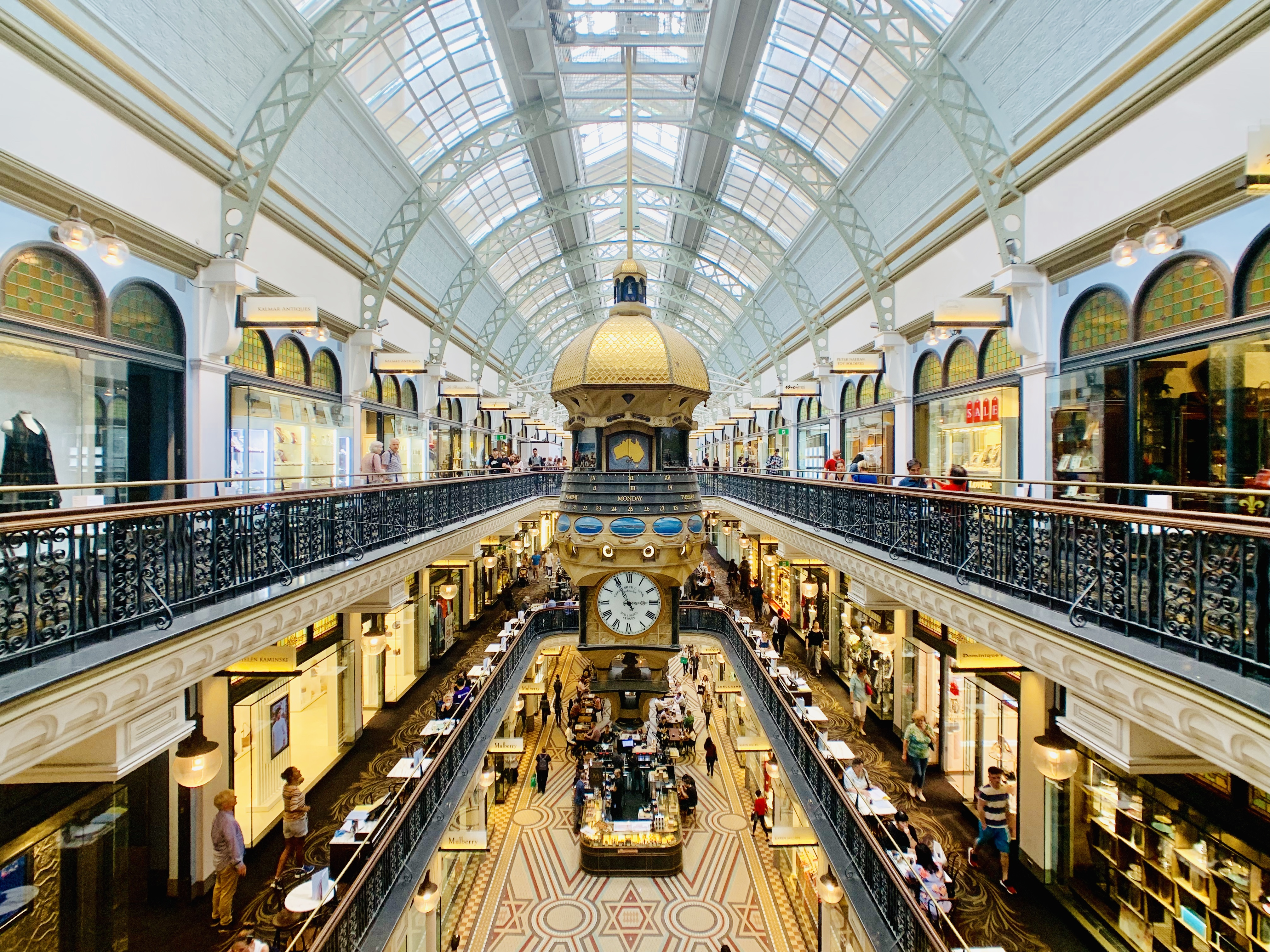
De galerijen die door het gebouw lopen

De Queen Victoria Building (afgekort als de QVB) is een monumentaal winkelcentrum in het Sydney Central Business District (Sydney, Australië).
Het werd geopend in 1989 als markthal en is ontworpen door George McRae in neoromaanse en neo-Byzantijnse architectuur. Het gebouw heeft meerdere bestemmingen gehad, is na de Tweede Wereldoorlog in verval geraakt en er zijn meerdere plannen geopperd om het te slopen. In de jaren tachtig van de twintigste eeuw werd het gebouw gerenoveerd en in gebruik genomen als winkelcentrum. Begin 21e eeuw volgde een nieuwe restauratie. Het gebouw is in 2010 toegevoegd aan het New South Wales State Heritage Register.
Het zandstenen gebouw bestaat uit een Victoriaanse winkelgalerij van drie verdiepingen met decoratieve gietijzeren balustrades. Helemaal bovenin aan de noordzijde bevindt zich een theesalon in de voormalige balzaal. Ondergronds bevinden zich twee winkelgalerijen en er zijn tunnels die het gebouw met het nabijgelegen Town Hall railway station verbindt en met andere gebouwen. Een opvallend kenmerk is de negentien meter brede en zestig meter hoge koepel in het midden en de twintig kleinere koepels die allemaal met koper bekleed zijn.